# バリンギーン・ツェレンドルジ
バリンギーン・ツェレンドルジ（モンゴル語: Балингийн Цэрэндорж、1868年5月2日 - 1928年2月13日）はボグド・ハーン政権およびモンゴル人民共和国の首相。満州語、中国語、ロシア語を解した。

## 経歴
1911年に清朝が滅亡し、モンゴル地域の指導者たちは自分たちの国の独立を宣言し、ジェプツンダンバ・ホトクト8世（ボグド・ハーン）の宗教的リーダーシップの下でモンゴル国（ボグド・ハーン政権）を樹立した。
ツェレンドルジはモンゴル外務省で勤務し、1913年に外務次官に任命された。その後まもなく外務大臣となり、ボグド・ハーン政権の地位の取り扱いについて話し合うキャフタ条約会議にモンゴル代表団の一員として参加する。しかし、最終的に国際的承認は得られなかった。

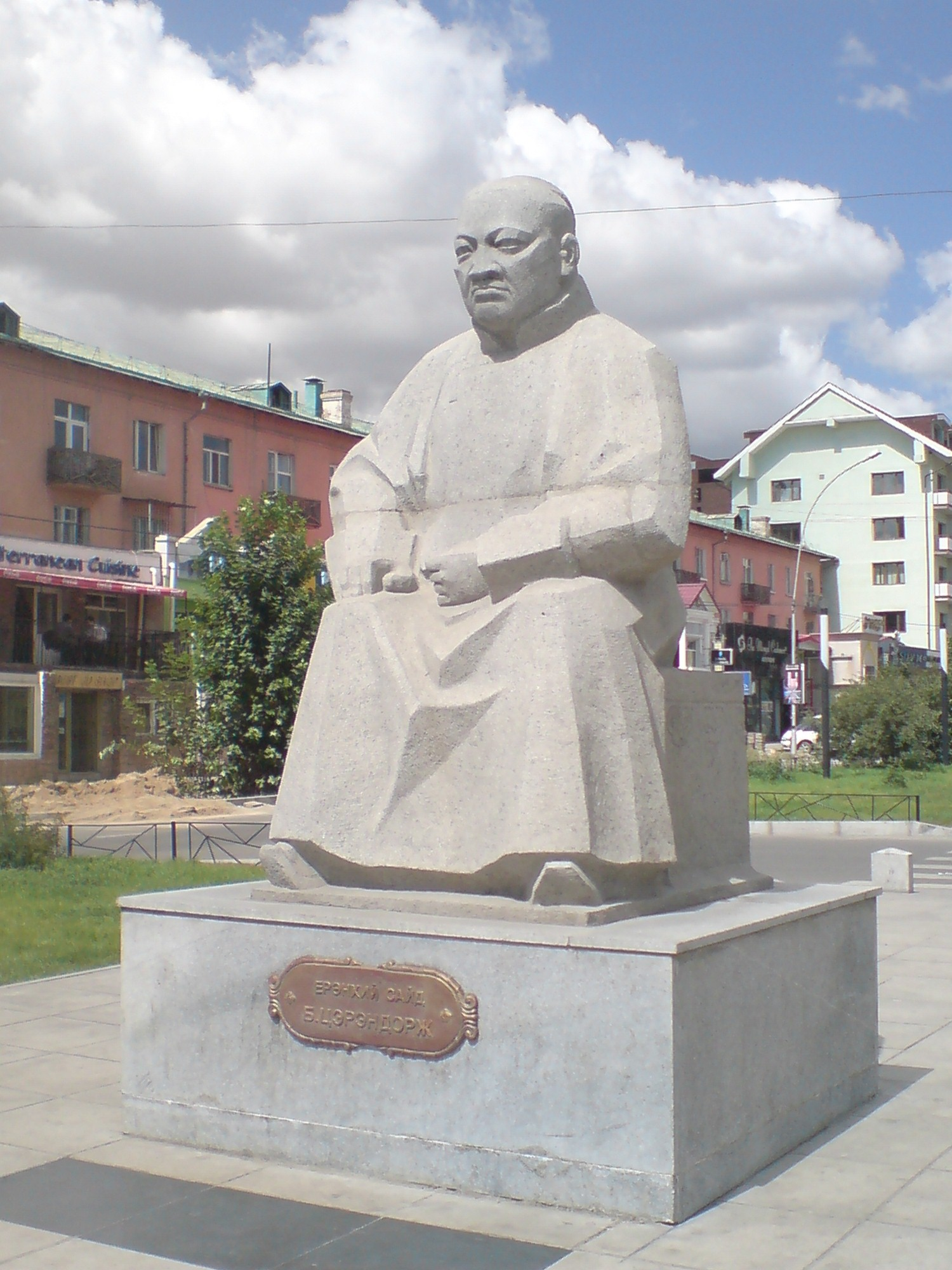
ウランバートルにある像